# Conde de São Mamede
Conde de São Mamede é um título nobiliárquico criado por D. Luís I de Portugal, por Decreto de 2 de Março de 1869, em favor de Rodrigo Pereira Felício, antes 1.º Visconde de São Mamede.
Titulares
1. Rodrigo Pereira Felício, 1.º Visconde e 1.º Conde de São Mamede;
2. José Ferreira Pereira Felício, 2.º Conde de São Mamede;
3. Alfredo Ferreira Pereira Felício, 3.º Conde de São Mamede.